# Tilbage til Leningrad
Tilbage til Leningrad (russisk: Вступление) er en sovjetisk spillefilm fra 1963 af Igor Talankin.

## Medvirkende
- Boris Tokarev som Volodja Jakubovskij
- Nina Urgant
- Jurij Volkov
- Nikolaj Burljajev som Oleg
- Natalja Bohunova som Valja